# Nadežda Petrović
Nadežda Petrović, cyr. Надежда Петровић (ur. 11 lub 12 października 1873 w Čačaku, zm. 3 kwietnia 1915) – serbska malarka, siostra Rastka Petrovicia. Reprezentowała nurty impresjonizmu i fowizmu, była najważniejszą serbską malarką tego okresu.

## Życiorys
Urodzona w Čačaku, Petrović w młodości przeniosła się do Belgradu i tam uczęszczała do kobiecej szkoły wyższej. Po ukończeniu studiów w 1891 r. pracowała jako wykładowca akademicki do 1893, po czym przeniosła się do Monachium, aby studiować u słoweńskiego artysty Antona Ažbe. W latach 1901–1912 wystawiała swoje prace w wielu miastach w całej Europie.
W późniejszych latach życia Petrović stworzyła tylko kilka prac. W 1912 roku zgłosiła się na ochotnika, aby zostać pielęgniarką po wybuchu wojen bałkańskich. Była pielęgniarką do 1913, kiedy zachorowała na tyfus i cholerę. Za swoje wysiłki zdobyła Medal za Odwagę i Order Czerwonego Krzyża. Po wybuchu I wojny światowej była ponownie pielęgniarką. Zmarła na tyfus. Jej wizerunek znalazł się na banknocie o nominale 200 dinarów serbskich.